# Friedenskirche (Kirkel)

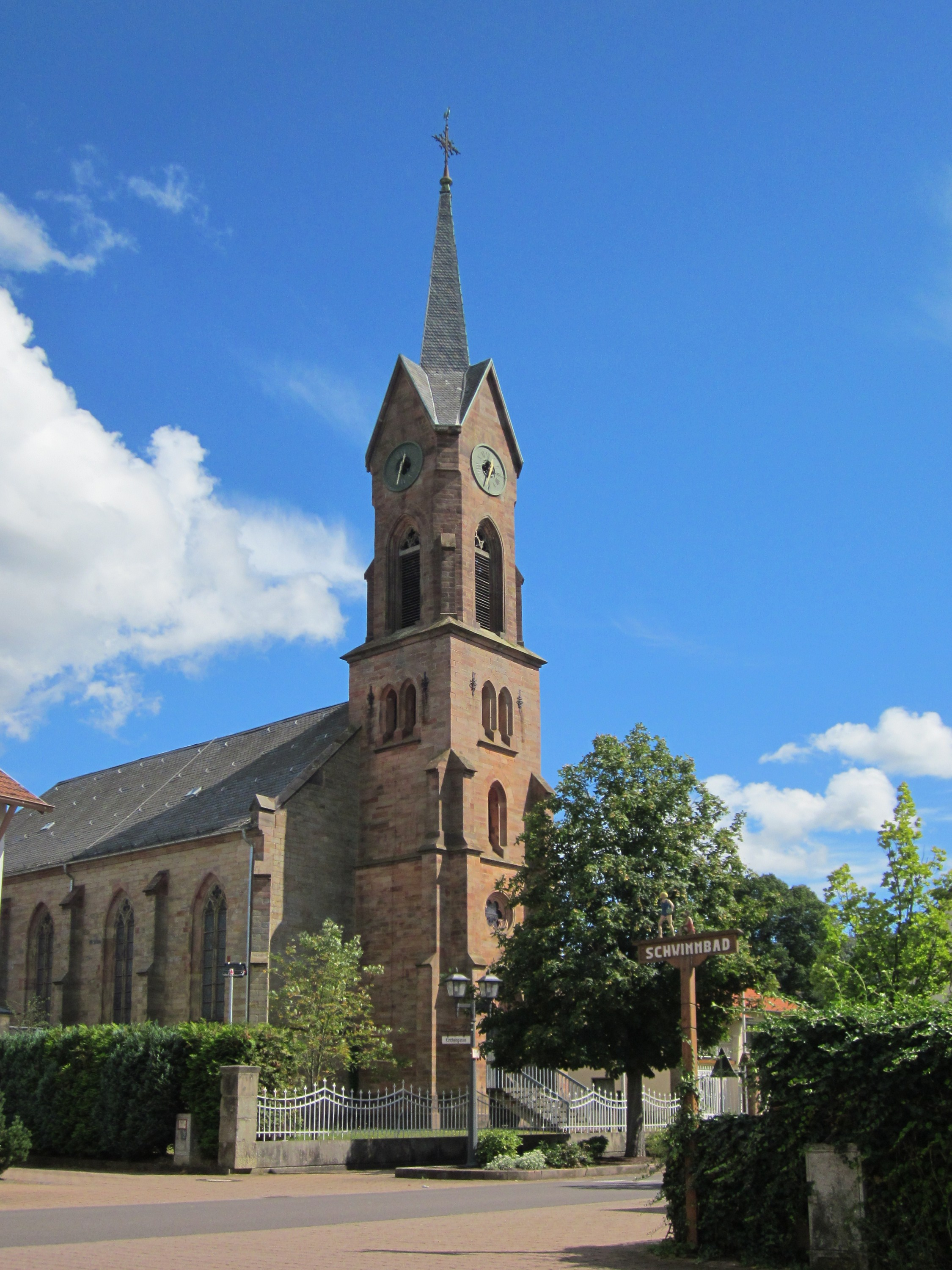
Die Friedenskirche in Kirkel-Neuhäusel

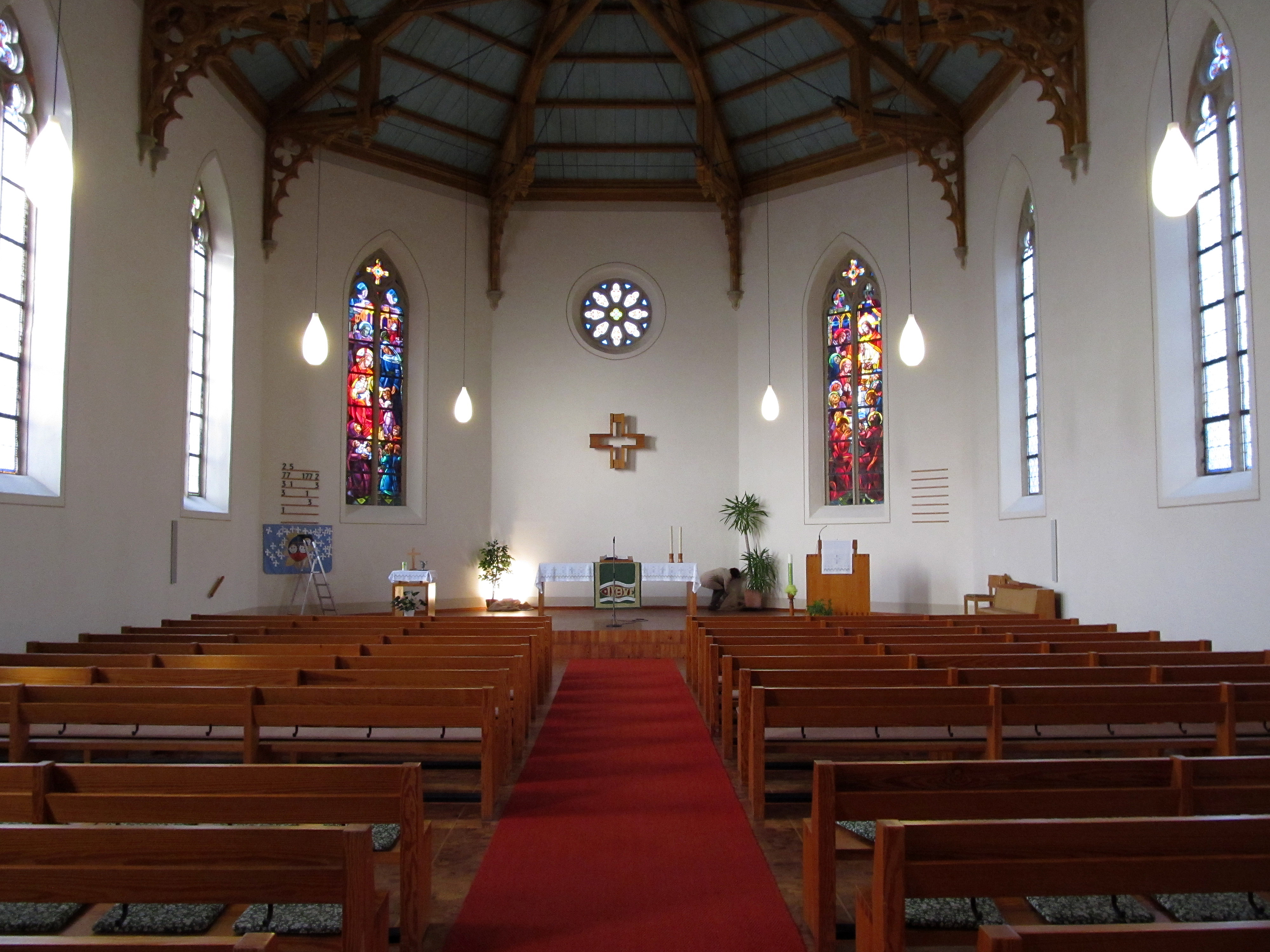
Blick ins Innere der Kirche

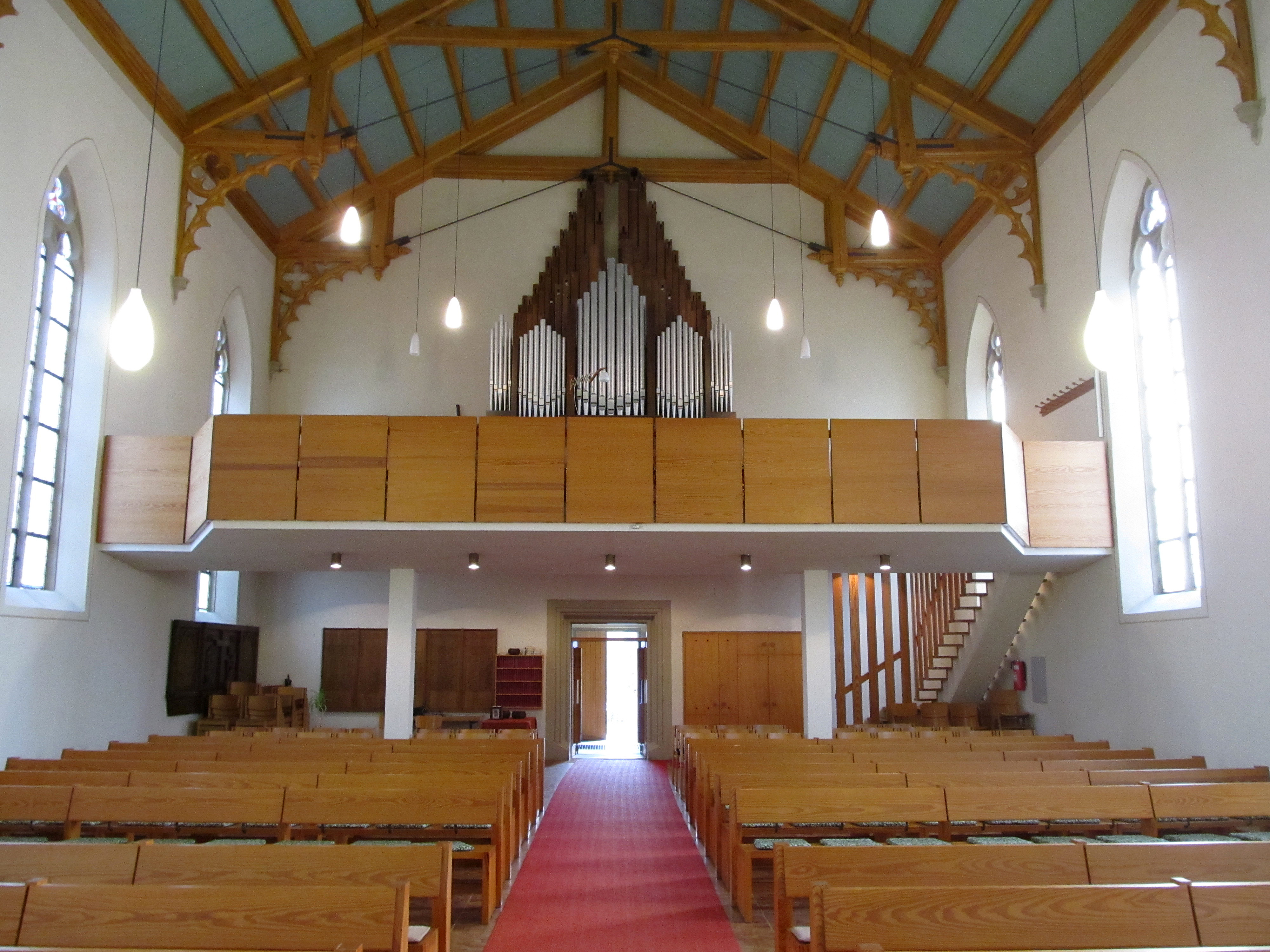
Blick vom Altarraum zur Orgelempore

Die Friedenskirche ist eine protestantische Kirche im saarländischen Kirkel-Neuhäusel, einem Ortsteil der Gemeinde Kirkel. Das Gotteshaus ist Pfarrkirche der Protestantischen Kirchengemeinde Kirkel-Neuhäusel im Dekanat Homburg der Evangelischen Kirche der Pfalz und wird in der Denkmalliste des Saarlandes als Einzeldenkmal aufgeführt.

## Geschichte
Die Kirche wurde 1876–78 nach Plänen des Architekten Ludwig Rottenmüller (Homburg) errichtet. 1967–71 wurde das Gotteshaus einer Restaurierung unterzogen, eine weitere Restaurierung erfolgte 2003–05 unter Leitung des Architekten Horst Binkle (Kirkel).

## Kirchengebäude
Die neugotische Saalkirche weist fünf Fensterachsen, einen dreiseitigen Chorraum und einen offenen Dachstuhl auf. Vor dem Langhaus steht ein Kirchturm mit spitzem Helm. Bemerkenswert sind – neben der Holzkonstruktion des offenen Dachstuhls – die bunten Fenster im Altarraum.

## Orgel
Die Orgel wurde 1890 durch den Orgelbauer Heinrich Voit (Durlach) gebaut. 1972 oder bereits 1965 erfolgte ein Umbau durch Lotar Hintz (Heusweiler) mit Neugestaltung des Prospekts. 2005 wurde das Instrument durch Peter Ohlert (Kirkel) einer Teilrenovierung unterzogen, und 2010 baute Ohlert ein neues Register ein, das ein älteres ersetzte. Somit verfügt die Orgel über 16 Register, verteilt auf 2 Manuale und Pedal. Die Windladen sind mechanische Kegelladen. Das Instrument steht auf einer Empore und verfügt über einen freistehenden Spieltisch.
| I Hauptwerk C–f3 |           |       |
| 1.               | Bourdon   | 16′   |
| 2.               | Prinzipal | 8′    |
| 3.               | Flöte     | 8′    |
| 4.               | Gamba     | 8′    |
| 5.               | Octave    | 4′    |
| 6.               | Hohlflöte | 4′    |
| 7.               | Mixtur    | 2 ⁄3′ |
| 8.               | Cornet    | 8′    |

| II Manual C–f3 |            |    |
| 9.             | Gedeckt    | 8′ |
| 10.            | Salicional | 8′ |
| 11.            | Dolce      | 8′ |
| 12.            | Fugara     | 4′ |
| 13.            | Octave     | 2′ |

| Pedal C–d1 |          |     |
| 14.        | Violon   | 16′ |
| 15.        | Subbaß   | 16′ |
| 16.        | Octavbaß | 8′  |

- Koppeln: II/I, I/P
- Spielhilfen: Collectiv Piano, Collectiv Forte